# Мемориальный музей-мастерская З. И. Азгура
Мемориа́льный музе́й-мастерска́я Заи́ра Исаа́ковича Азгу́ра (бел. Мемарыя́льны музе́й-майстэ́рня Заі́ра Ісаа́кавіча Азгу́ра) — музей белорусского советского скульптора Заира Исааковича Азгура

## История

### Творческая мастерская Академии художеств СССР в г. Минске
«… Меня обрадовала моя нынешняя мастерская. Три года назад я начал её обживать и сделал в ней уже 17 новых работ и один монументальный памятник (для гор. Гродно). У меня возникает ощущение родного дома в этой мастерской… У меня есть мечта — в отведённый мне срок продолжать активную творческую работу…»
Заир Азгур
В мастерской, находящейся на территории Минского художественного комбината скульптор работал фактически с конца 1940-х гг., то есть на протяжении 40 лет. Помещение, построенное в довоенный период, находилось в аварийном состоянии. Учитывая эти обстоятельства, руководство КП Белоруссии и Правительство республики приняли решение о строительстве творческой мастерской по улице Тракторной. Проект был разработан специализированной архитектурно-проектной мастерской Союза архитекторов БССР. Главный инженер проекта — М. Б. Гордин, главный архитектор — В. Н. Аладов. Строительство объекта осуществлялось за счёт средств Художественного фонда СССР. Генподрядчиком являлся стройтрест № 1 комбината «Минскстрой», заказчиком — УКС Минского горисполкома.
В июне 1984 г. строительство здания мастерской было завершено.
15 ноября 1984 г. Азгур подписал договор аренды нежилого строения под творческую мастерскую.
С 1985 по 1987 гг. скульптор занимался оснащением ателье. С помощью Минского художественно-производственного комбината приобрёл книжные стеллажи для библиотеки; при поддержке заведующего отделом ЦК КПБ И. И. Антоновича решил вопрос оборудования мастерской ящиками для хранения материалов, стеллажами, тумбами-подставками для экспонирования произведений, инструментами и инвентарём для реализации всех этапов создания скульптуры (например, верстаком столярным с набором инструментов для изготовления каркасов).